# Kunskapsrörelsen
Kunskapsrörelsen är en sammanfattande benämning på organisationer för kunskap i skolan som verkade i Sverige från 1979 till början av 1990‑talet. Den ursprungliga föreningen hette Föreningen för kunskap i skolan, ibland kallad ”kunskapsrörelsen”. Efter en splittring fanns även Aktionsgruppen för kunskap i skolan, som offentligt använde  ”Kunskapsrörelsen” som alternativnamn.

## Grundande
Rörelsen framträdde offentligt med ett upprop i Dagens Nyheter 31 maj 1979 med flera riksdagsmän och kända intellektuella som undertecknare, bland andra Lars Gustafsson, Jan Myrdal, Allan Fagerström och Yngve Persson. Bland initiativtagarna fanns Arne Helldén, Jan Peterson, Nils Elvander och Knut Lindelöf. Rörelsen var då en arbetsgrupp, ”Arbetsgruppen för kunskap i skolan”.
Kunskapsrörelsen ville samla konservativa och vänstersinnade personer. Rörelsen skapade viss debatt, bland annat i riksdagen. Samma år (1979) organiserade sig rörelsen i Föreningen för kunskap i skolan, i dagligt tal ”kunskapsrörelsen”.

## Sprängning och verksamheter fram till nedläggningarna
Föreningen för kunskap i skolan sprängdes 1980 när utbrytare bildade Aktionsgruppen för kunskap i skolan. En av utbrytarna var Arne Helldén.
De som stannade i Föreningen för kunskap i skolan var inriktade på att reformera grundskolan, och ville arbeta i svensk folkrörelsetradition. Föreningen för kunskap i skolan lades ned 1982.
Utbrytningen Aktionsgruppen för kunskap i skolan (AKS) hade socialdemokrater bland grundarna, men blev politiskt högerinriktad; den mottog stöd från Svenska Arbetsgivareföreningen, var emot den sammanhållna grundskolan, och förespråkade skolpeng och fritt skolval. Utbrytarna utgav tidskriften Äpplet, och använde ”Kunskapsrörelsen” som alternativnamn om sig själva. Kända företrädare för Aktionsgruppen för kunskap i skolan var Sven Fagerberg, Eskil Block, Marianne Rasmuson och Allan Fagerström. Bengt Rånby var ordförande, senast från 1988 tills Aktionsgruppen lades ned.
Aktionsgruppen för kunskap i skolan lades ner 25 april 1992 efter regeringskiftet; aktionsgruppen menade sig ha nått flera av sina mål eftersom den nya borgerliga regeringen hade en skolpolitisk inriktning som hade likheter med aktionsgruppens program.